# Eymoutiers
Eymoutiers is een gemeente in het Franse departement Haute-Vienne (regio Nouvelle-Aquitaine) en telt 2046 inwoners (2011). De plaats maakt deel uit van het arrondissement Limoges.

## Geografie
De oppervlakte van Eymoutiers bedraagt 69,7 km², de bevolkingsdichtheid is 30,3 inwoners per km².

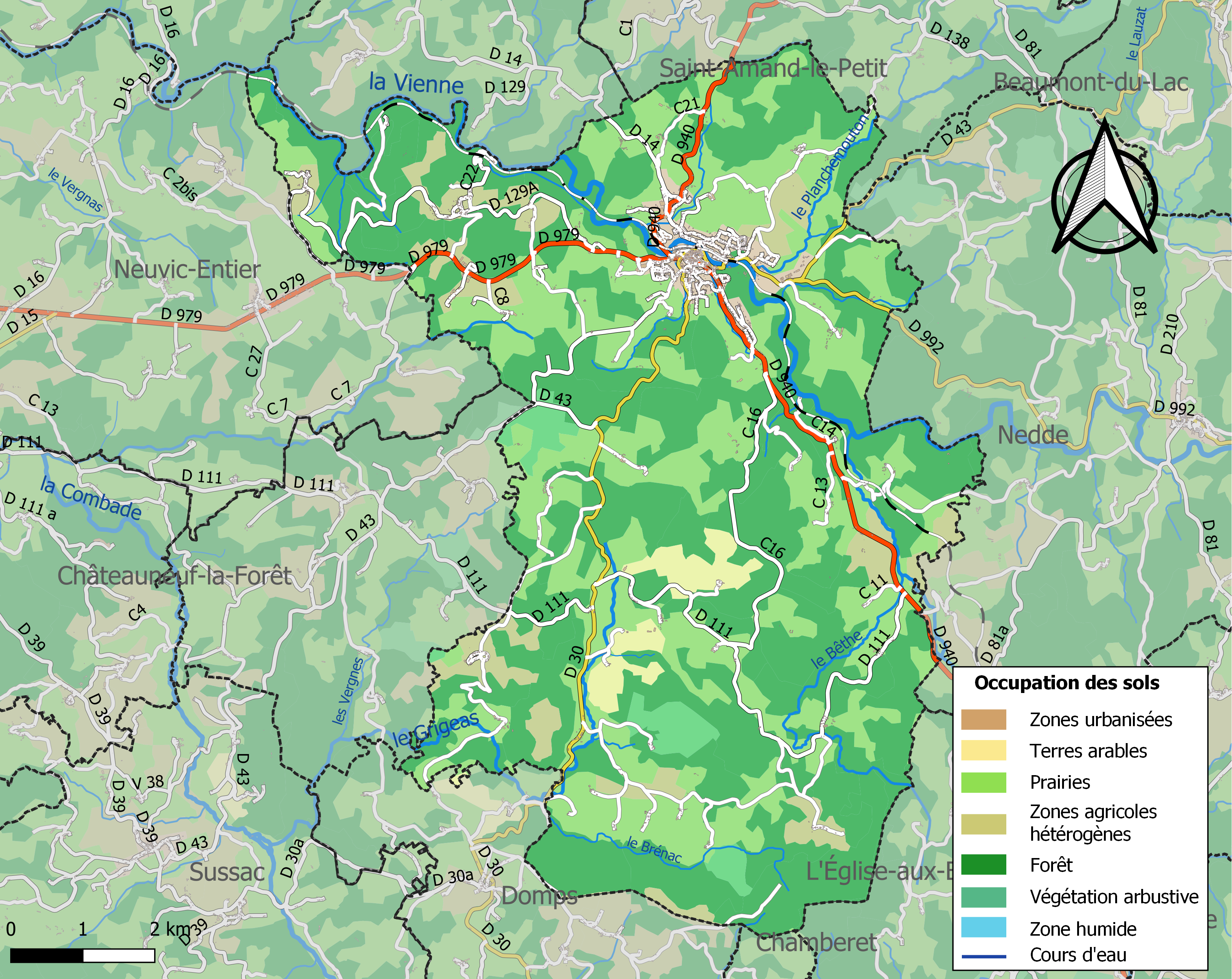
Kaart van de gemeente met de belangrijkste infrastructuur, bodemgebruik en omliggende gemeenten

## Verkeer
In de gemeente ligt het spoorwegstation Eymoutiers-Vassivière

## Demografie
Onderstaande figuur toont het verloop van het inwonertal (bron: INSEE-tellingen).